# Heiniö
Heiniö eller Heiniöjärvi är en sjö i Finland. Den ligger i kommunen Pieksämäki i landskapet Södra Savolax, i den södra delen av landet, 260 km nordost om huvudstaden Helsingfors. Heiniö ligger 124,2 meter över havet. Arean är 1,67 kvadratkilometer och strandlinjen är 10,26 kilometer lång. Sjön  ingår i Kymmene älvs huvudavrinningsområde.   I omgivningarna runt Heiniö växer i huvudsak blandskog.